# Người Swahili
Người Swahili (Waswahili) là một nhóm dân tộc cư trú tại vùng Hồ Lớn châu Phi. Họ chủ yếu sống tại bờ biển Swahili, một vùng gồm quần đảo Zanzibar, bờ biển Kenya, bờ biển Tanzania và bắc Mozambique. Cái tên Swahili xuất phát từ từ Sawahil سواحل trong tiếng Ả Rập, nghĩa là "những bờ biển." Người Swahili nói tiếng Swahili, một ngôn ngữ thuộc nhánh Bantu trong ngữ hệ Niger-Congo.

## Tổng quan
Người Swahili là một nhóm người Bantu cư ngụ tại Đông Nam Phi, ở Kenya, Tanzania và Mozambique. Họ được thống nhất bởi một ngôn ngữ chung, tiếng Swahili. Người Swahili còn được ảnh hưởng bởi người Ả Rập và người Ba Tư, những người đã đến vùng bờ biển này vào thế kỷ thứ VII và VIII, đặc biệt trong văn hóa và ngôn ngữ (tiếng Swahili có nhiều từ mượn tiếng Ả Rập). Nhà khảo cổ Felix Chami ghi nhận rằng người Bantu đã đến vùng bờ biển Đông Phi từ đầu thiên niên kỷ thứ nhất. Người Swahili ngày một phát triển trong giao thương (nhất là với các thương nhân người Ả Rập), dân số của họ tăng lên, cộng với sự đô thị hóa tập trung, đã dẫn đến sự hình thành các thành bang Swahili.

## Ngôn ngữ
Những ngôn ngữ gần nhất với tiếng Swahili là tiếng Comoros tại quần đảo Comoro, và tiếng Mijikenda của người Mijikenda tại Kenya.
Ban đầu tiếng Swahili chỉ hiện diện tại Zanzibar, và vùng bờ biển Kenya và Tanzania. Nó dần trở thành thứ tiếng của dân chúng thành thị và cuối cùng trở thành lingua franca tại khu vực này vào thời kỳ hậu thuộc địa.